# Vishal Nanda
Vishal Nanda, född 29 januari 1987 i Stockholm, är en svensk internetentreprenör som medgrundade ServiceFinder, Jobbjakt.se och Staffrec Systems AB.
Mediekoncernen Schibsted förvärvade 70 procent av ServiceFinder 2011, bland annat från Bonnier, resterande 30 procent ägdes fortfarande av medgrundare, som var aktiva i bolaget, fram till 2017. Sedan 2017 är Schibsted 100-procentig ägare av ServiceFinder och grundartrion arbetar inte kvar inom bolaget.
I januari 2019 grundade Nanda sitt andra bolag inom skönhet och smink med varumärket SWATI Cosmetics tillsammans med make-up-artisten och fästmön Swati Verma. Bolaget uppmärksammades i Vogue med sin produkt som en ny social media-trend
Nanda utnämndes till en av Sveriges hetaste nätentreprenörer år 2007 av tidningen InternetWorld. Han blev även utnämnd av Veckans Affärer till en av Sveriges 101 supertalanger år 2011, där han hamnade på plats fem tillsammans med sina medgrundare för sina insatser i ServiceFinder.
Nanda har även medverkat i framgångspodden där han bland annat avslöjade att han var en av Sveriges bäst betalda redan som 18-åring samt att han var en av de få som fick träffa den indiska presidenten, Pranab Kumar Mukherjee, vid hans första officiella statsbesök i Sverige 2015.
Nanda och hans medgrundare uppmärksammades, och till viss del negativt, år 2006 vid etableringen av jobbjakt.se som hade en budgivningsfunktion där den som offererade lägst lön för att acceptera ett arbete fick det, något som gjorde att företaget fick kritik av bland annat LO varefter upplägget ändrades. Även ServiceFinder har kritiserats för sin försäljningsteknik via bland annat telefonförsäljning.